# タイムライン (防災)
タイムライン（英: timeline）は、防災関係機関が災害の発生を前提に、起こり得る状況を想定して、いつ・どのような防災行動を・どの主体が行うかを時系列に整理しまとめた防災計画のこと。事前防災行動計画や防災行動計画とも言う。
タイムラインには、行政の防災行動計画であるタイムラインと、住民一人ひとりの防災行動計画であるマイ・タイムラインがある。
2012年にアメリカ東部で甚大な被害が出たハリケーン・サンディの際に、ニュージャージー州が住民避難対策にタイムラインを適用して被害を最小限にとどめたことから注目され、日本でも2016年に国土交通省が指針をまとめるなど、活用が進んでいる。

## 概要

### 災害の性格
自然災害は、主に風水害や遠地津波など、災害発生までの自然現象が長期にわたり、事前に被害の規模が想定される「進行形災害」と、地震など、短時間の現象で予測や準備が難しい「突発的災害」に分けられる。進行形災害に対するタイムラインは災害発生前に取る防災行動を設定。突発的災害に対しても、いわゆる72時間の壁を念頭とした災害発生後の被害抑制のための行動計画などをタイムラインとして位置付けることができる。

### 整理の基本方針と効果
タイムラインの構成内容のポイントは、発生の前提視・いつ・誰が・何をするの4点である。前もってどのような状況の時にどのような災害が発生するかを想定し、各防災行動主体で共有した上で、場合によっては行動主体の間で協議・調整し実施主体を明確にする。
その際、台風の上陸や堤防の決壊などの災害発生時刻を「ゼロアワー」（基準点）として設定し、防災行動に必要な時間「リードタイム」も定める。タイムラインは、ゼロアワーからさかのぼってどのタイミングで個々の防災行動を取るかを決め、同時に事象がどのように進行していくかも整理する。
災害時に各機関が取るべき行動は膨大な量になり、時に連絡の行き違いや役割分担が不明確なため、災害対応が不十分だったり、実際の現象に対して整合がとれなかったりすることがある。タイムラインではどの行動主体が、どのタイミングで具体的にどんな行動をとるかを整理するため、こうした不十分・不整合を減らせると期待される。またタイムライン導入の助言活動を行っているCeMI環境・防災研究所の松尾一郎副所長は「策定する中で関係機関同士の顔が見え、協力意識が強まることにもつながる」効果を指摘している。さらにタイムラインは事後に実際の防災行動を検証する際にも参照できる。

### 例
以下は、山崎登NHK解説委員が2017年7月4日の『時論公論』でタイムラインを解説した際に、具体例として挙げた内容を紹介したものである。

## 経緯

### カトリーナの教訓とサンディでの成功
タイムラインの考え方が生まれる背景にあるのが、2005年8月に起きたアメリカでのハリケーン・カトリーナによる大規模浸水害といわれている。
アメリカ南部に上陸したカトリーナは、堤防が決壊したニューオーリンズ市の大部分が水没するなど、全体で1800人以上が犠牲になり、第二次世界大戦後としてはアメリカ最大の自然災害となった。前例のない経験に行政関係者も「破堤による浸水というシナリオは考えられなくはないが、現実には考えていなかった」と話し、特に高齢者や、車で避難できなかった貧困層の犠牲が多く、適切な避難態勢が取られていれば犠牲は抑制できたと考えられている。
ホワイトハウスは2006年2月、政府対応を検証した報告書で、各機関の役割分担が不明確だったことや、防災計画に対する担当者の理解不足、地域の防災計画の不十分さなどを指摘した。
こうしたことから、災害の発生を前提にした防災行動計画を事前に策定しておくことの必要だとの認識が広がった。
2012年10月、ハリケーン・サンディがアメリカのニュージャージー州に上陸、大都市ニューヨークを直撃した。高潮による浸水で800万世帯が停電し、地下鉄もストップしたことから経済活動にも大打撃を与え、被害額はニュージャージー、ニューヨーク両州で計8兆円規模に上った。
アメリカ全土とカナダで計132人が亡くなったが、ニュージャージー州バリアアイランドでは4000戸の家屋が浸水したが、犠牲者がゼロだった。当時すでに同州ではハリケーンの上陸を想定したタイムラインを策定し、上陸96時間前に避難所の計画と準備、72時間前に知事による緊急事態宣言、36時間前に避難勧告発表、24時間前に公共交通機関の運休をする計画を決めていた。サンディの対応でも事前に鉄道やバスの運休予告などを実施し功を奏した。

### 日本での導入
サンディでの成功を受け、日本の国土交通省は2013年、防災関連学会と合同で調査団をアメリカに派遣し現地調査を行い、10月に最終報告書を作成。さらに緊急アピールとして政府にタイムライン策定の仕組みを構築するよう提言した。2014年1月、国交省は「水災害に関する防災・減災対策本部」を設置し、防災行動計画ワーキンググループでタイムラインを活用した行動計画の検討を開始。6月には大都市圏の河川を対象にしたものとしては全国初となる、庄内川の大規模水害に備えたタイムラインの策定に、国交省庄内川河川事務所が愛知県や名古屋市などと連携して着手。2016年8月「タイムライン（防災行動計画）策定・活用指針（初版）」をまとめ公表した。
2011年の紀伊半島豪雨で2人の死者が出た三重県紀宝町ではこれらの取り組みに先立ち、2014年2月に町と国や県の出先機関などで検討会を発足させ、国内で最も早くタイムライン策定に乗り出した。気象台、出先機関、警察、消防団などが取る行動を、最も早いケースで台風上陸5日前からのものを時系列に記した試行版を作り、7月の台風接近時に活用。2015年2月から本格運用に移行し、項目は約220個を盛り込んだ。

## マイ・タイムライン

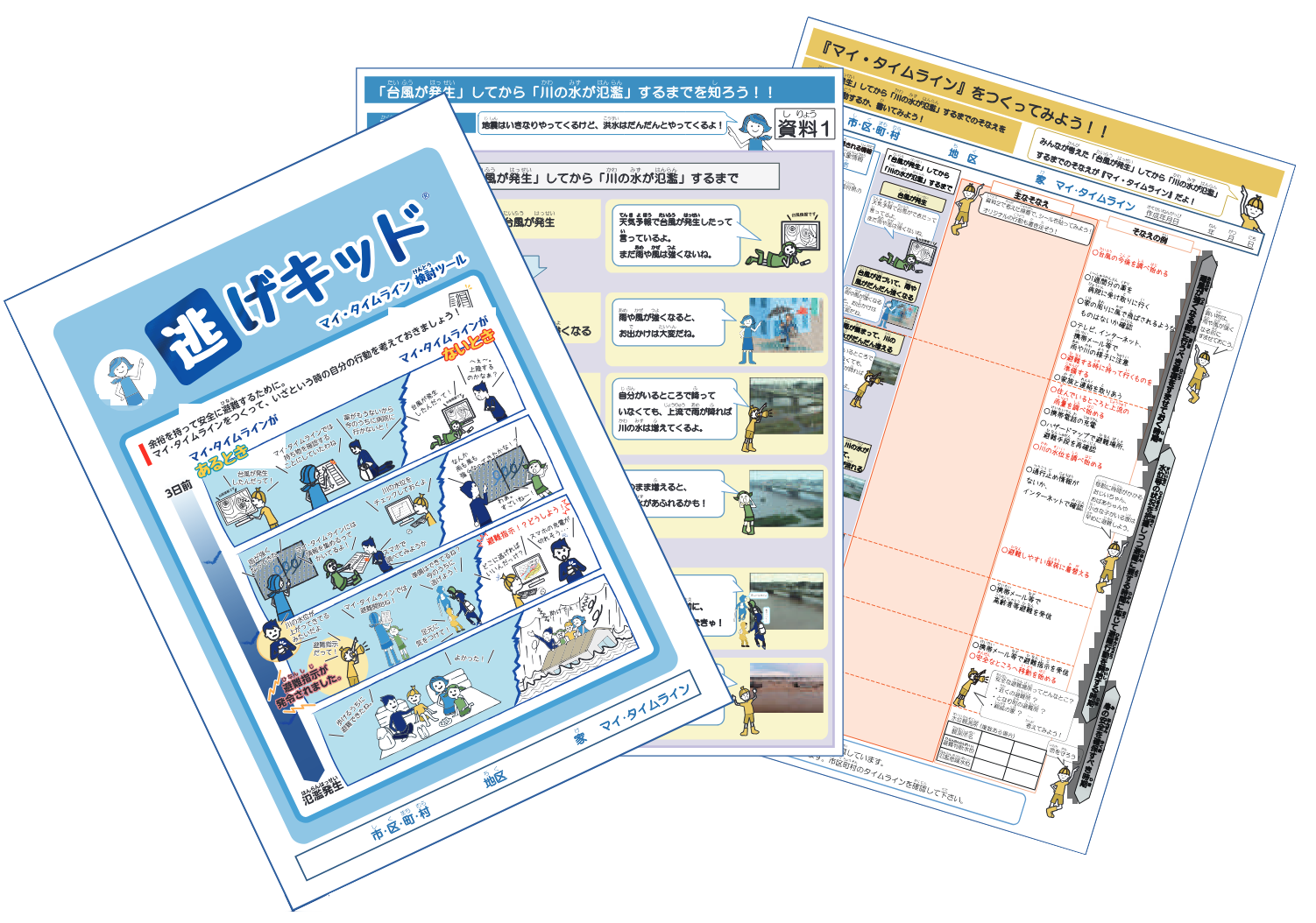
小中学生向けマイ・タイムライン検討ツール ～逃げキッド

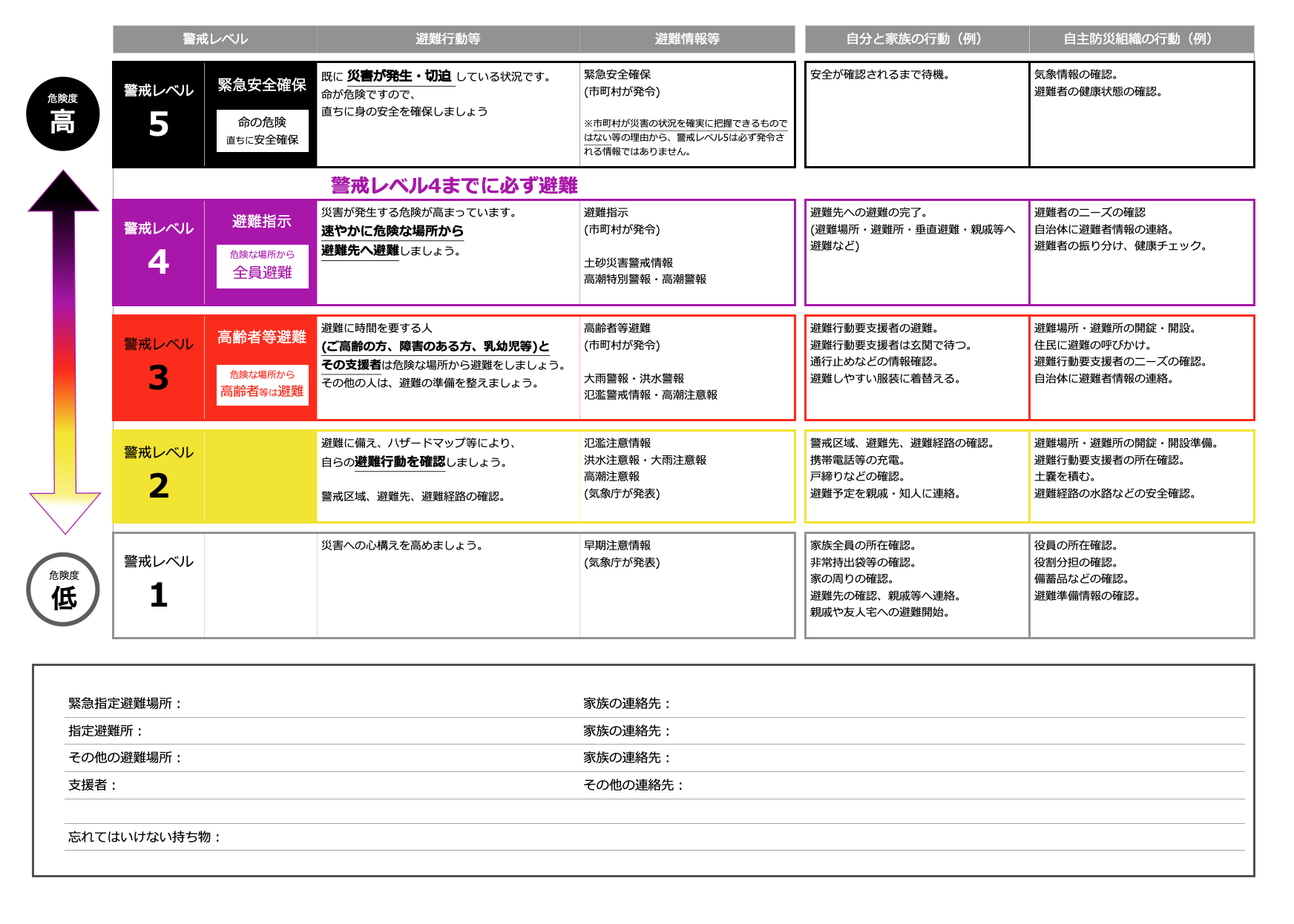
マイ・タイムライン参考資料例

マイ・タイムラインとは住民一人ひとりのタイムライン（防災行動計画）であり、災害に備えて自分自身がとるべき防災行動をあらかじめ時系列的に整理し、自ら考え命を守る避難行動をわかりやすくまとめたものです。

マイ・タイムライン作成の過程では、市町村が作成・公表した洪水ハザードマップを用いて、自らの様々な洪水リスクを知り、どのような避難行動が必要か、また、どういうタイミングで避難することが良いのか（避難スイッチ）を自ら考え、さらには、家族と一緒に日常的に考えるものです。
また、マイ・タイムラインは、高齢者や障害者等の避難行動要支援者一人ひとりの状況に合わせた個別避難計画の作成にも役立ち、自主防災組織と行政の連携など、「逃げ遅れゼロ」に向けた効果が期待されている。（下館河川事務所）

## 実績

### 避難勧告などの発令増加
国土交通省は、2015年9月の関東・東北豪雨で氾濫危険情報が発表された市町村について、タイムライン策定済みだった18市町村のうち実際に避難勧告や避難指示を発令したのは13市町村（72%）で、未策定27市町村のうち実際に発令したのが9市町村（33%）に留まったのと比べて発令率が高く、タイムラインが市町村の確実な避難呼び掛けにつながったとしている。

### 鉄道の予告運休と企業休業の早期決定
動きは民間企業にも広まりつつある。JR西日本は2014年10月13日に近畿地方に接近・上陸した台風19号の際、同日の近畿圏全路線の運休を前日の12日に予告。以降、台風接近が予想される時などは積極的に予告運休を実施している。2018年の台風20号の近畿接近時には、私鉄各社も追随し、鉄道運休を受けて企業でも休業を接近前日の段階から決めるなど、先手を打つ対応が広がった。さらに同じく近畿を直撃し、暴風や高潮による被害が発生した台風21号でも同様の対応が行われた。この台風では直後に大規模停電が発生しており、通過後の帰宅困難者を発生を防ぐ効果があったとされている。

### 課題
一方、2018年の西日本豪雨ではタイムライン策定済みの自治体の河川沿いでも犠牲者が出たことから、実際に住民の避難に結びつけられるかが課題になっているほか、過去の災害では策定が求められていない地域で被害が出ており、タイムライン策定の前提となる被害想定の段階で危険箇所を網羅しきれていないという指摘もある。

## 関連書籍
- 川上富雄、中井俊雄、磯打千雅子 編『キーワードで学ぶ防災福祉入門』学文社、2024年12月24日。ISBN 9784762033964。 NCID BD09807984。